# 阿氏皮杜銀漢魚
阿氏皮杜銀漢魚，為輻鰭魚綱銀漢魚目皮杜銀漢魚科的其中一種，分布於非洲馬達加斯加東北部Antainambalana及Vohimaro河流域，為熱帶魚類，體長可達8.5公分，棲息在水質清澈、森林覆蓋的溪流表層水域，生活習性不明。

## 擴展閱讀
維基物種上的相關：阿氏皮杜銀漢魚